# Elliott, Iowa
Elliott är en ort i Montgomery County i delstaten Iowa, USA.